# 里奧格蘭德縣 (科羅拉多州)
里奧格蘭德县（英語：Rio Grande County）是美國科羅拉多州南部的一個縣。面積2,362平方公里。根據美國2000年人口普查，共有人口12,413人。縣治德爾諾特（Del Norte）。
成立於1874年2月10日。縣名來自格蘭德河。